# 希維德尼察縣

50°50′39″N 16°25′27″E / 50.84417°N 16.42417°E
希維德尼察縣（波蘭語：Powiat świdnicki），是波蘭的縣份，位於該國西南部，由下西里西亞省負責管轄，首府設於希维德尼察，面積743平方公里，2009年人口159,323，人口密度每平方公里210人。